# Fort de la Rivière-du-Loup (Louiseville)
Pour les articles homonymes, voir Rivière du Loup.
Le fort de la Rivière-du-Loup était situé dans la municipalité de Louiseville, en Mauricie (Québec), à l'embouchure de la rivière du Loup, nommée Mahigan-sipiy par les Algonquins. Il est l'un des divers ouvrages défensifs érigés au XVIIe siècle le long du fleuve Saint-Laurent, au Québec.

## Historique
Le fort de la Rivière-du-Loup a été construit à l'automne 1665 par les soldats du Sieur De la Fouille qui reçurent l'ordre de passer l'hiver à l'embouchure de cette rivière, à sept lieues de Trois-Rivières, en aval du fleuve Saint-Laurent. L'existence de ce fort est à confirmer, peut-être s'agissait-il simplement d'un campement d'hiver.
Selon Germain Lesage, « Ils sont au nombre de trente-six : quatre officiers et trente-deux simples soldats. Les officiers sont : le capitaine Jean-Maurice Philippe de Vernon, Sieur De la Fouille; le lieutenant Philippe Gauthier de Comporté; l'enseigne Charles du JAY, Vicomte de Manereuil; le caporal Guillaume de Lanné. Les troupiers sont : Christophe Février dit Lacroix, Jean Bérard dit Laverdia, Jean Letellier dit la Fortune, Saint-Germain, Jean Jacquet de Ger-laise dit Saint-Amant, Pierre Paye dit Vilfagnan, Jean Laspron dit la Charité, Marin Marais dit Labarre, Joachim Germano, Louis Maseau dit Maisonseule, Paul Guyon dit Latremblade, Antoine Dubois, Didier Villefroy, Esmardit, Jacques Têtu dit la Rivière, Jean Huitonneau dit la Forêt, François Banhiac dit Lamontagne, Noël Laurance, le Petit Breton, Saint-Amant, Guillien Dubord dit la Fontaine, Pierre Brugnon dit la Pierre, Jean le Niay, Jean-Baptiste Charon dit la Ferrière, Jean Cherlot dit des Moulins, Etienne Boyer dit la Fontaine-Millon, La Noiray, François Nepveu dit la Croix, La Fortune, François le Roux dit Cardinal, Jacques Paviot dit la Pensée, Jean Paladeau dit Saint-Jean. » Ils sont tous soldats du régiment de Carignan. L'animateur du groupe est l'enseigne Charles du Jay, Seigneur en partie du Grand Rozoy, Vicomte de Manereuil (ou Manereuille), à qui l'intendant Jean Talon concédera le 3 novembre 1672 une seigneurie d'une demi-lieue de part et d'autre de la rivière, sur deux lieues de profondeur.

## Aujourd'hui
De nos jours, il n'existe aucune trace apparente de ce fort sur le terrain. Le lieu n'a fait l'objet d'aucune fouille archéologique.